# Chính sách thị thực của Mông Cổ

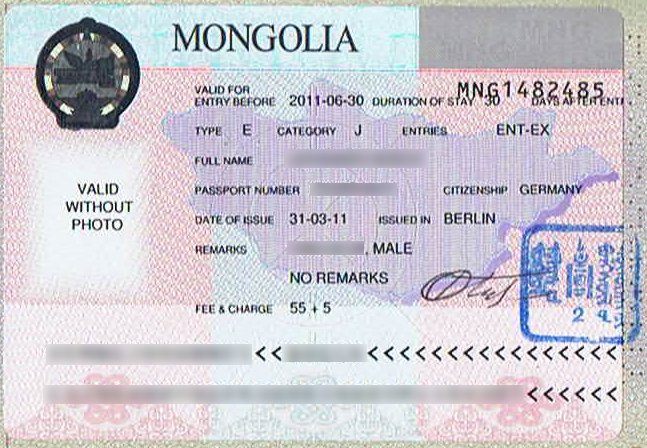
Thị thực Mông Cổ

Du khách đến Mông Cổ cần có thị thực trừ khi họ đến từ một trong những quốc gia được miễn thị thực.

## Chính sách thị thực
Du khách từ bất cứ quốc gia nào có kế hoạch ở lại Mông Cổ hơn 30 ngày phải đăng ký với đại lý nhập cư Mông Cổ ở Ulaanbaatar trong vòng 7 ngày mới đến. Du khách không đăng ký được mà ở lại hơn 30 ngày, cho dù là lý do bất khả kháng đều bị giữ lại lúc khởi hành và bị phạt. Cho đến năm 1997, mỗi hành khách muốn đến Mông Cổ cần một thư mời từ một công dân Mông Cổ hoặc một người định cư nước ngoài trước khi được cấp thị thực.
Mông Cổ trước đây có chính sách bãi bỏ thị thực tạm thời cho 41 quốc gia từ tháng 6 năm 2014 đến tháng 12 năm 2015.

## Bản đồ chính sách thị thực

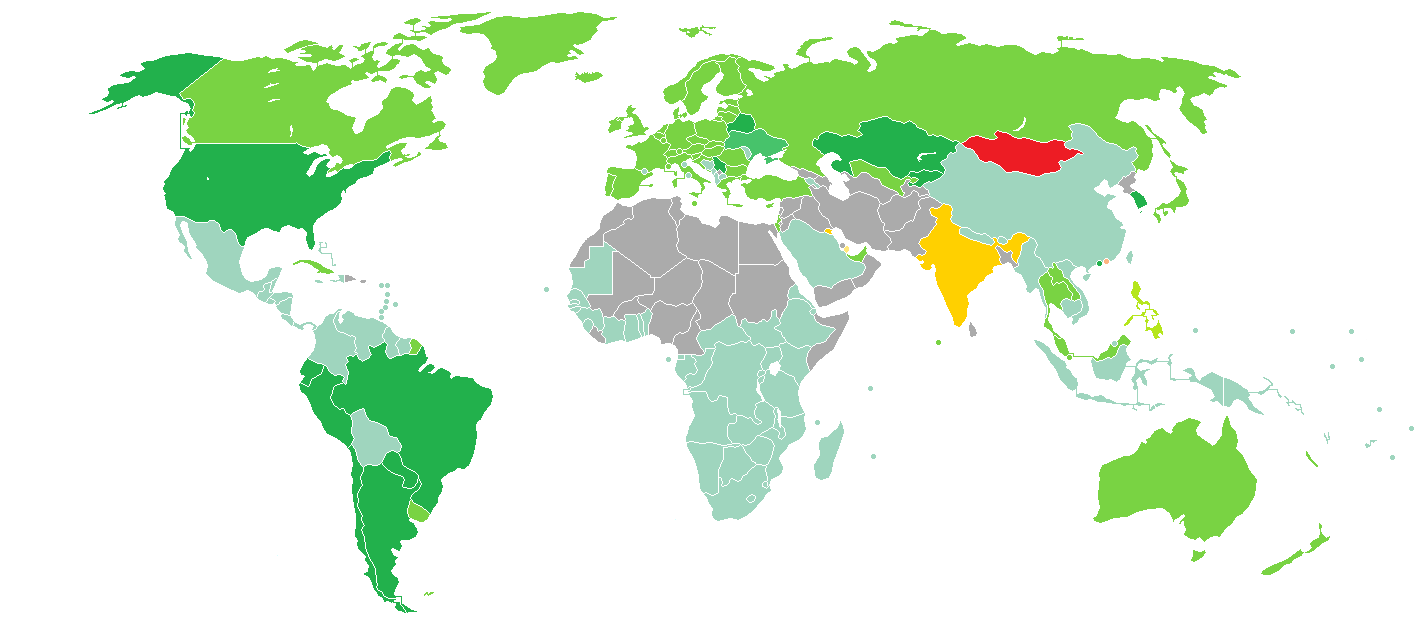
Chính sách thị thực của Mông Cổ
Mông Cổ
Miễn thị thực - 90 ngày
Miễn thị thực - 30 ngày
Miễn thị thực - 21 ngày
Miễn thị thực - 14 ngày
Thị thực khi đến (30 days)
Thị thực điện tử (30 days)
Cần xin thị thực

## Miễn thị thực
Mông Cổ miễn thị thực cho công dân của 24 quốc gia và vùng lãnh thổ sau.
| - Argentina - Belarus (ngày 4 tháng 9 năm 2013) - Brasil (ngày 21 tháng 10 năm 2015) - Chile - Ecuador | - Kazakhstan (ngày 2 tháng 3 năm 1994) - Kyrgyzstan (ngày 4 tháng 12 năm 1999) - Ma Cao (ngày 3 tháng 7 năm 2004) - Peru - Serbia (ngày 8 tháng 11 năm 2013) | - Hàn Quốc 1 - Ukraina 2 - Hoa Kỳ (ngày 6 tháng 1 năm 2001) |

| - Tất cả EU3 \| - Australia 3 - Canada (ngày 1 tháng 1 năm 2014) - Cuba (ngày 8 tháng 10 năm 2001) - Đức (ngày 1 tháng 9 năm 2013) - Iceland 3 - Lào (ngày 14 tháng 10 năm 2007) - Israel (ngày 12 tháng 3 năm 1996) \| - Liechtenstein 3 - Malaysia (ngày 6 tháng 6 năm 1994) - Monaco 3 - New Zealand 3 - Nhật Bản (ngày 1 tháng 4 năm 2010) - Norway 3 - Nga (ngày 14 tháng 11 năm 2014) \| - Singapore (ngày 9 tháng 3 năm 1990) - Switzerland 3 - Thổ Nhĩ Kỳ (ngày 11 tháng 4 năm 2014) - Thái Lan (ngày 13 tháng 1 năm 2008) - United Kingdom 3 - Uruguay - Uzbekistan \| \| | | |  |
| - Australia 3 - Canada (ngày 1 tháng 1 năm 2014) - Cuba (ngày 8 tháng 10 năm 2001) - Đức (ngày 1 tháng 9 năm 2013) - Iceland 3 - Lào (ngày 14 tháng 10 năm 2007) - Israel (ngày 12 tháng 3 năm 1996) | - Liechtenstein 3 - Malaysia (ngày 6 tháng 6 năm 1994) - Monaco 3 - New Zealand 3 - Nhật Bản (ngày 1 tháng 4 năm 2010) - Norway 3 - Nga (ngày 14 tháng 11 năm 2014) | - Singapore (ngày 9 tháng 3 năm 1990) - Switzerland 3 - Thổ Nhĩ Kỳ (ngày 11 tháng 4 năm 2014) - Thái Lan (ngày 13 tháng 1 năm 2008) - United Kingdom 3 - Uruguay - Uzbekistan |  |

| - Australia 3 - Canada (ngày 1 tháng 1 năm 2014) - Cuba (ngày 8 tháng 10 năm 2001) - Đức (ngày 1 tháng 9 năm 2013) - Iceland 3 - Lào (ngày 14 tháng 10 năm 2007) - Israel (ngày 12 tháng 3 năm 1996) | - Liechtenstein 3 - Malaysia (ngày 6 tháng 6 năm 1994) - Monaco 3 - New Zealand 3 - Nhật Bản (ngày 1 tháng 4 năm 2010) - Norway 3 - Nga (ngày 14 tháng 11 năm 2014) | - Singapore (ngày 9 tháng 3 năm 1990) - Switzerland 3 - Thổ Nhĩ Kỳ (ngày 11 tháng 4 năm 2014) - Thái Lan (ngày 13 tháng 1 năm 2008) - United Kingdom 3 - Uruguay - Uzbekistan |  |

Hộ chiếu ngoại giao hoặc công vụ
Miễn thị thực chỉ áp dụng cho người sở hữu hộ chiếu ngoại giao của Cộng hòa Séc, Estonia, Pháp, Nhật Bản, Vương quốc Liên hiệp Anh và Bắc Ireland và người sở hữu hộ chiếu ngoại giao hoặc công vụ của Brunei, Bulgaria, Campuchia, Chile, Trung Quốc, Colombia, Cộng hòa Síp, Hungary, Ấn Độ, Indonesia, Latvia, México, Myanmar, Nepal, Cộng hòa Dân chủ Nhân dân Triều Tiên, Peru, Ba Lan, România, Slovakia, Hàn Quốc và Việt Nam.

## Thị thực tại cửa khẩu
Người sở hữu chứng nhận thị thực sắp xếp trước có thể xin thị thực nhập cảnh một lần tại Sân bay quốc tế Thành Cát Tư Hãn, nếu hộ chiếu của họ còn hiệu lực ít nhất một năm từ ngày đến nơi, và họ đến từ một nước không có đại diên ngoại giao của Mông Cổ và người bảo trợ ở Mông Cổ gửi yêu cầu đến Cơ quan Nhập cư Mông Cổ. Phí là 108.000 tögrög và 3 USD.

## Thống kê
Hầu hết du khách đến Mông Cổ ngắn hạn đều là công dân của các quốc gia sau:
| Thứ tự                         | Quốc gia       | 2015    | 2014    | 2013    |
| ------------------------------ | -------------- | ------- | ------- | ------- |
| 1                              | Trung Quốc     | 145.029 | 157.561 | 178.326 |
| 2                              | Nga            | 70.668  | 73.055  | 74.468  |
| 3                              | Hàn Quốc       | 47.213  | 45.476  | 45.178  |
| 4                              | Nhật Bản       | 19.277  | 18.282  | 18.178  |
| 5                              | Kazakhstan     | 14.434  | 13.562  | 11.422  |
| 6                              | Hoa Kỳ         | 14.420  | 13.987  | 14.701  |
| 7                              | Đức            | 8.992   | 9.551   | 9.499   |
| 8                              | Pháp           | 7.989   | 7.733   | 7.407   |
| 9                              | Vương quốc Anh | 6.148   | 5.758   | 6.391   |
| 10                             | Úc             | 4.804   | 5.118   | 6.765   |
| Khác                           | Khác           | 47.230  | 42.761  | 45.480  |
| Tổng                           | Tổng           | 386.204 | 392.844 | 417.815 |
| Nguồn: Cục du lịch Ulaanbaatar |                |         |         |         |